# Allocyclops botosaneanui
Allocyclops botosaneanui – gatunek widłonoga z rodziny Cyclopidae. Opisał go w 1981 roku rumuński zoolog Corneliu Pleșa.